# 60 Seconds 2011
60 Seconds 2011 er en dansk kortfilm fra 2011.

## Handling
20 x 1 minut film uden lyd. Kortfilm festival til visning i KBH Metro